# Plinia phitrantha
Plinia phitrantha là một loài thực vật có hoa trong Họ Đào kim nương. Loài này được (Kiaersk.) Sobral miêu tả khoa học đầu tiên năm 1994.